# Rookbeleid in nazi-Duitsland

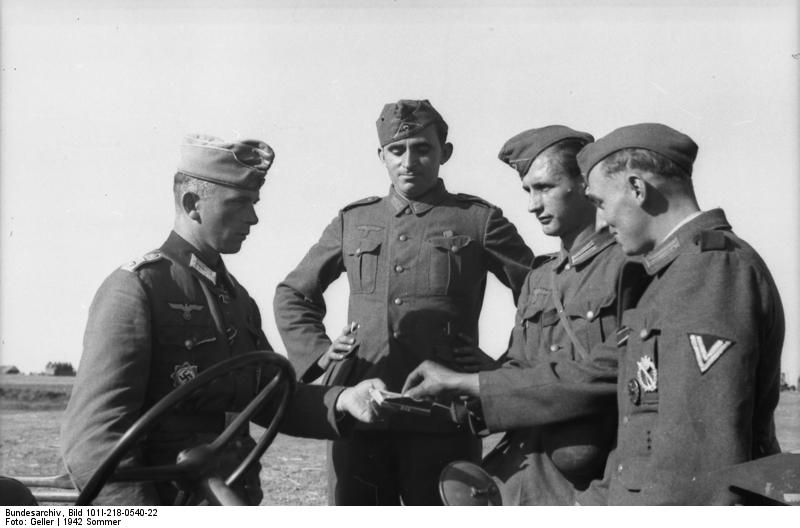
Vier Duitse soldaten tijdens een rookpauze aan het Oostfront

Dit artikel handelt over het rookbeleid in nazi-Duitsland. Nadat Duitse dokters de eersten waren geweest die de link hadden gelegd tussen rookgedrag en een verhoogde kans op longkanker ontstond er in nazi-Duitsland een antirookbeweging, dat leidde tot de eerste antirookcampagnes- en wetgeving in de geschiedenis.

## Achtergrond
Vanaf het begin van de twintigste eeuw groeide het aantal tegenstanders van roken, maar in de meeste landen wist de antirookbeweging geen vuist te maken. In 1904 werd de eerste organisatie opgericht met het doel tabaksgebruik tegen te gaan, namelijk de Deutscher Tabakgegnerverein zum Schutze der Nichtraucher. Deze organisatie was een kort leven beschoren, maar meerdere groepen traden in haar voetsporen en vanaf 1910 verschenen er verschillende bladen met als doel het roken – en vaak het gebruik van alcohol – tegen te gaan.
Al in 1929 had de Duitse arts Fritz Lickint een statistisch verband tussen roken en longkanker gevonden. In 1939 en 1943 publiceerde hij zijn omvangrijke overzicht Tabak und Organismus (1000 bladzijden). Andere Duitse artsen als Franz Hermann Müller uit Keulen vonden een verband tussen tabak en kanker in de mond, lippen, keel en slokdarm.

## Bezwaren tegen roken

### Hitlers persoonlijke afkeer

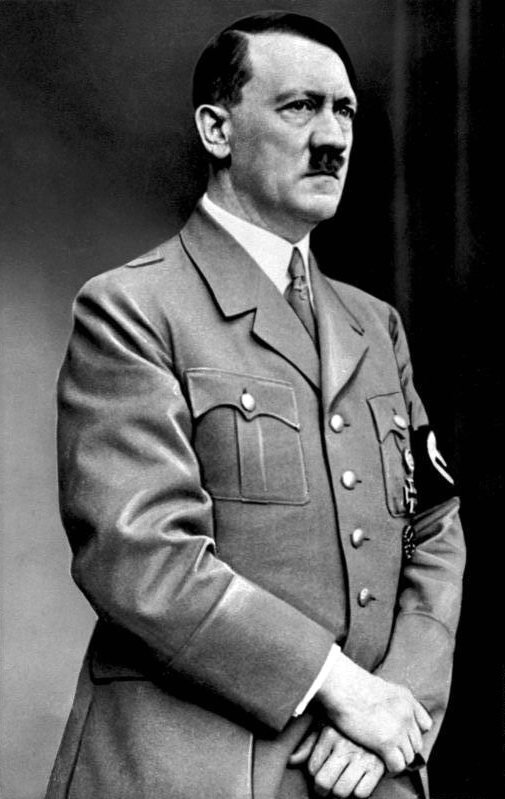
Hitler moedigde zijn naasten aan om te stoppen met roken.

Adolf Hitler was zelf in zijn jonge jaren een zware roker geweest – hij rookte 25 tot 40 sigaretten per dag  – maar kwam tot de conclusie dat het "zonde van het geld was". In zijn latere jaren beschouwde hij roken als "decadent" en treurde erom dat "zo veel goede mannen verloren zijn gegaan door tabaksvergiftiging". Hij was niet blij met het feit dat zowel zijn geliefde Eva Braun als zijn privésecretaris Martin Bormann rookten en maakte zich zorgen over het roken in publieke plaatsen door Hermann Göring. Hitler reageerde boos toen Göring al rokend op een staatsieportret werd afgebeeld. De Führer betreurde het dat hij het militaire personeel aan het begin van de oorlog niet verboden had om te roken en was van plan die vergissing recht te zetten wanneer Duitsland de oorlog gewonnen had.

### Rassenleer
Hitlers persoonlijke afkeer van roken was echter slechts een van de redenen waarom de nazi's roken wilden ontmoedigen. Het paste niet in hun rassenpolitiek. Van rokende vrouwen werd gedacht dat zij eerder oud werden en hun fysieke aantrekkelijkheid verloren. Dat paste niet in het beeld van de ideale Duitse moeder. Sommige artsen beweerden dat rokende vrouwen een hogere kans hadden op een miskraam of kinderloosheid, claims die later bevestigd werden.

## Maatregelen tegen roken

### Antirookcampagnes
Nadat de nazi's in 1933 aan de macht kwamen startten zij verschillende antirookcampagnes. In verschillende gezondheidsbladen verschenen publicaties die waarschuwden voor het gevaar van roken en postercampagnes werden opgezet. De campagnes sorteerden weinig effect. Integendeel zelfs, want tussen 1932 en 1939 steeg het aantal jaarlijks geconsumeerde sigaretten per hoofd van de bevolking van 570 naar 900. In buurland Frankrijk was ook sprake van een stijging, maar slechts van 570 naar 630.

### Wettelijke maatregelen
Na verloop van tijd ging de Duitse regering daarom over tot wettelijke maatregels om het roken tegen te gaan. Vanaf 1938 kwam er bij de Luftwaffe en Reichspost een verbod op roken. Bij de SS, politie en voor kraamvrouwen kwam er een verbod op roken tijdens actieve dienst en in meer dan 60 Duitse steden was vanaf 1941 roken verboden in de tram. Verder kwam er een verbod op roken in schuilkelders en kregen vrouwen tussen de 25 en 55 geen tabaksbonnen meer. Ironisch genoeg kregen verschillende groepen die door de nazi's als minderwaardig werden gezien, zoals de joden, ook geen tabaksbonnen meer. 
Vanaf 1943 kwam er een verbod op roken voor personen jonger dan 18 en op persoonlijk initiatief van Hitler was het vanaf 1944 niet meer toegestaan om te roken in het openbaar vervoer. Hitler vreesde voor de gezondheid van jonge vrouwen door passief roken. Tevens werden er beperkingen ingesteld op de reclame voor tabaksproducten. Door een accijnsverhoging steeg de prijs van tabaksproducten in 1941 met 80 tot 95 procent.
Al deze wettelijke maatregelen sorteerden meer effect. In de Wehrmacht nam het aantal rokers nog wel toe, maar het totaal tabaksgebruik was in 1944 met 23,4 procent gedaald. Het aantal geconsumeerde sigaretten per hoofd van de bevolking daalde in de periode 1940-44 van 1.022 naar 743. Dat Duitsland op dat moment aan de verliezende hand was en de welvaart daardoor snel afnam, heeft waarschijnlijk ook invloed gehad op het rookgedrag.

## Na de oorlog
Na het einde van de Tweede Wereldoorlog stortten de verschillende Amerikaanse tabaksfabrikanten zich op de Duitse markt. Als onderdeel van het Marshallplan stuurde de Amerikaanse overheid de tabak vrij van belastingen naar Duitsland. De ontmoedigingsmaatregelen van de nazi's werden daarmee geheel tenietgedaan, want het jaarlijkse sigarettengebruik per hoofd van de bevolking steeg van 460 in 1950 tot 1523 in 1963.